# American Museum of Natural History
Il Museo americano di storia naturale (in inglese: American Museum of Natural History) è uno dei principali musei di New York.
Situato nell'Upper West Side di Manhattan, sulla Central Park West, fra la 79ª Strada e il Central Park, forte di un personale impiegato di oltre 1.200 unità, una particolare formula di sostegno articolato su grandi e piccoli sponsor, può sicuramente annoverarsi fra i maggiori musei di storia naturale del mondo.

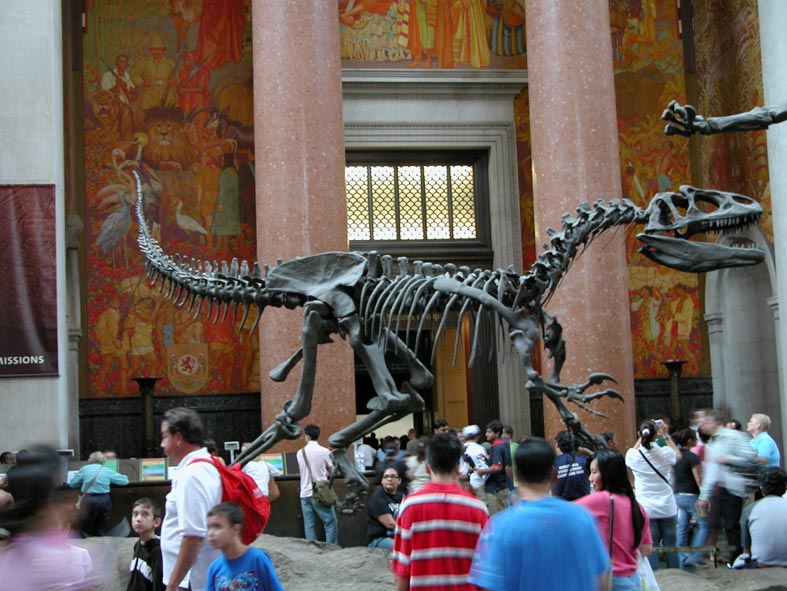
Hall del museo.

## Storia
Fu fondato nel 1869, all'inizio della presidenza di Ulysses S. Grant. Alcuni anni dopo, nel 1874 ebbe inizio l'edificazione dello stabile che ancor oggi occupa gran parte di Manhattan Square. L'originale struttura neogotica ideata fra il 1874 e il 1877 dagli architetti Calvert Vaux e Jacob Wrey Mould - che collaborarono con Frederick Law Olmsted nella strutturazione del Central Park - lasciò in effetti poi il posto ad uno stile classico, grazie all'intervento di J. Cleaveland Cady, che fu influenzato dall'opera di Henry Hobson Richardson.

## Il Museo
L'accesso trionfale in stile classico che dà sull'arteria Central Park West, completato da John Russell Pope nel 1936, è costituito da un monumento in stile architettonico Beaux-Arts (tardo neoclassico di scuola francese) dedicato a Teddy Roosevelt.
Conduce a una vasta basilica romana dove spicca immediatamente tra la mole monumentale lo scheletro di una madre di Barosaurus in atto di difendere il piccolo da un allosauro. Il museo è famoso per le sue ricostruzioni di habitat di mammiferi africani, asiatici e nordamericani, per il modello in grandezza naturale di una balenottera azzurra che pende dal soffitto della sala degli oceani (riaperta nel 2003), per la canoa da guerra Haida dipinta e intagliata nel legno lunga 62 piedi (18,89 m) proveniente dal Nordovest del Pacifico, e per la "Stella dell'India", il più grande zaffiro blu esistente.
Il percorso di tutto un piano è dedicato all'evoluzione dei vertebrati, inclusa quella dei famosissimi dinosauri.
Notevoli anche le collezioni museali di antropologia: le sale con collezioni sui popoli asiatici e gli abitanti del Pacifico, sull'uomo dell'Africa, sui nativi americani, le collezioni del Messico e dell'America centrale.
Tra i nomi più famosi associati alla AMNH vi sono quello del paleontologo e geologo Henry Fairfield Osborn, che fu presidente della fondazione per diversi anni; il cacciatore di dinosauri del Deserto del Gobi Roy Chapman Andrews (che ispirò in parte il personaggio di Indiana Jones), George Gaylord Simpson, Ernst Mayr e l'ornitologo Robert Cushman Murphy.
Il noto filantropo John Pierpont Morgan - che fu il primo editore del fotografo dei pellerossa Edward Sheriff Curtis - figura tra i diversi benefattori del museo.

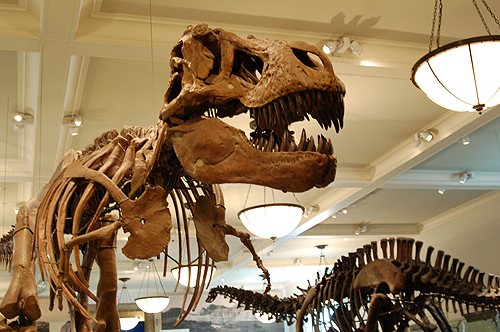
Stanza dei dinosauri saurischi.

## Sezioni
Le aree dedicate a progetti speciali di ricerca sono:
- Antropologia
- Paleontologia
- Informatica
- Conservazione della biodiversità
- Zoologia dei Vertebrati, che comprende
  - Mammologia
  - Ornitologia
  - Ittiologia
  - Erpetologia
- Zoologia degli invertebrati
- Genomica (Institute for Comparative Genomics)
- Fisica
  - Astrofisica (Il planetario Hayden)
  - Scienze della terra e dello spazio

Lo Hayden Planetarium collegato al museo ora è parte del Rose Center for Earth and Space, ospitato in un cubo di vetro contenente una volta celeste (lo Space Theater), progettato da James Stewart Polshek.
Il centro è stato aperto al pubblico il 9 febbraio 2000.

## Mezzi di trasporto
Il museo è facilmente raggiungibile tramite le linee B e C della metropolitana grazie ad una fermata situata all'interno del museo.

## Curiosità
- Nella celebre serie televisiva americana Friends, uno dei sei protagonisti, Ross Geller, durante le prime stagioni lavora all'interno del museo.
- Il museo è anche il set del film Una notte al museo (mentre l'omonimo sequel è ambientato allo Smithsonian di Washington).
- All'interno del Museo si svolge l'ultima scena del film Il calamaro e la balena di Noah Baumbach, il titolo stesso è un richiamo ad una sala del Museo.
- In una scena del film I pinguini di Mr. Popper, i pinguini di Tom Popper vanno per New York dal loro padrone e passano anche davanti al museo.
- Il museo è anche set di un'intera puntata della serie tv How I Met Your Mother. In questa puntata, il museo è sede di una serata di Gala organizzata dalla Goliath National Bank, la banca per la quale Barney e Marshall lavorano.

## Direttori del museo
- John David Wolfe (1869-1872);
- Robert L. Stuart (1872-1881);
- Morris K. Jesup (1881-1908);
- Henry Fairfield Osborn (1908-1933);
- F. Trubee Davison (1933-1935);
- Roy Chapman Andrews (1935-1951);
  - A. Perry Osborn (1941-1946, Ad interim);
- Alexander M. White (1951-1968);
- Gardner D. Stout (1968-1975);
- Robert G. Goelet (1975-1988);
- George D. Langdon Jr. (1988-1993);
- Ellen V. Futter (1993-a tutt'oggi).